# Asiatisk palmseglare
Asiatisk palmseglare (Cypsiurus balasiensis) är en fågel i familjen seglare som förekommer i den orientaliska regionen. Tillsammans med afrikansk palmseglare och madagaskarpalmseglare utgör den släktet Cypsiurus.

## Utseende
Asiatisk palmseglare är en mycket liten (11–13 cm) seglare med långa smala vingar och en lång kluven stjärt som den ofta håller ihopfälld. Undersidan av kroppen är brun med ljusare strupe. Fåglar av underarten infumatus (se nedan) är tydligt mörkare än nominatformen med blåglänsande svartaktiga vingar och stjärt, den senare även bredare och mindre kluven.

## Utbredning och systematik
Arten delas in i fyra underarter med följande utbredning:
- Cypsiurus balasiensis balasiensis – förekommer på Indiska subkontinenten och på Sri Lanka
- Cypsiurus balasiensis infumatus – förekommer från Myanmar till Indokina, Malackahalvön, Sumatra och Borneo
- Cypsiurus balasiensis bartelsorum – förekommer på Java och Bali
- Cypsiurus balasiensis pallidior – förekommer i Filippinerna

## Status och hot
Arten har ett stort utbredningsområde och en stor population med stabil utveckling och tros inte vara utsatt för något substantiellt hot. Utifrån dessa kriterier kategoriserar internationella naturvårdsunionen IUCN arten som livskraftig (LC). Världspopulationen har inte uppskattats men den beskrivs som vanlig till lokalt mycket vanlig.